# Болгарские любовники
«Болгарские любовники» (исп. Los novios búlgaros) — испанский фильм 2003 года режиссёра Элоя де ла Иглесиа.

## Сюжет
Даниэль — успешный испанский адвокат средних лет, гей. Он живёт в роскошных апартаментах в Мадриде и всё своё свободное время проводит за обсуждением с друзьями любовных похождений друг друга. Даниэль безумно влюбляется в привлекательного болгарского 23-летнего парня по имени Кирилл, который приехал в столицу в поисках лучшей жизни, и начинает с ним интенсивные отношения. И вроде бы на первых порах всё почти идеально, но вскоре парень женится и начинает за свидания требовать с Даниэля большие суммы денег.

## В ролях
| Актёр                  | Роль    |
| ---------------------- | ------- |
| Фернандо Гильен Куэрво | Даниэль |
| Дритан Биба            | Кирилл  |
| Пепон Ньето            | Хильдо  |

## Отзывы критиков
Издание The New York Times назвало фильм «европейским эхом таких американских культовых фильмов, как «Сцены из классовой борьбы в Беверли-Хиллз», где секс неразрывно связан с алчностью и социальными амбициями".